# Ōyodo (Nara)
Pour les articles homonymes, voir Ōyodo.
Ōyodo (大淀町, Ōyodo-chō) est un bourg du district de Yoshino, dans la préfecture de Nara, au Japon.

## Géographie

### Situation
Ōyodo est situé au centre-ouest de la préfecture de Nara, au Japon.

### Démographie
Au 28 février 2019, la population d'Ōyodo s'élevait à 17 671 habitants répartis sur une superficie de 38,10 km2.

### Hydrographie
Le fleuve Yoshino constitue la limite sud d'Ōyodo.

## Transports
Ōyodo est desservi par la ligne Kintetsu Yoshino.